# Truls Sønstehagen Johansen
Pour les articles homonymes, voir Johansen.
Truls Sønstehagen Johansen, né le 26 juin 1991 à Elverum, est un coureur norvégien du combiné nordique.  

## Carrière
Licencié au club de sa ville natale Elverum, il fait ses débuts dans des courses FIS en 2004 et remporte trois médailles aux Championnats du monde junior de 2008 à 2010, dont le titre sur la compétition par équipes en 2009.
En décembre 2009, il est sélectionné pour sa première épreuve de Coupe du monde à Lillehammer et marque directement ses premiers points. Il obtient son meilleur résultat dans cette compétition en janvier 2014 avec une 8e place à Chaikovskiy.

## Palmarès

### Coupe du monde
- Meilleur classement général : 44e en 2017.
- Meilleur résultat individuel : 8e.

#### Différents classements en Coupe du monde
| Année     | Classement général final |
| 2009-2010 | 50e                      |
| 2011-2012 | 60e                      |
| 2012-2013 | 53e                      |
| 2013-2014 | 45e                      |
| 2014-2015 | 64e                      |
| 2016-2017 | 44e                      |
| 2017-2018 | 58e                      |

### Championnats du monde junior
- Médaille d'or par équipes en 2009.
- Médaille d'argent par équipes en 2010.
- Médaille de bronze par équipes en 2008.

### Coupe continentale
- Meilleur classement général : 3e en 2013.
- 8 victoires individuelles.